# Imro Themen
Imro Themen (Suriname, omstreeks 1943) is een vertrouweling van Desi Bouterse.
In 1980 was hij, als een van de weinige niet-militairen, betrokken bij de staatsgreep. Na deze staatsgreep, ook wel Sergeantencoup genoemd, die op 25 februari 1980 plaatsvond, wordt afgerekend met politieke tegenstanders. Als lid van de linkse partij Progressieve Arbeiders en Landbouw Unie (PALU) moest hij zorgen voor het censureren van de Surinaamse media.
Themen wordt met 24 anderen verdacht van betrokkenheid bij de Decembermoorden. Hij zou op 8 december 1982 aanwezig zijn geweest in Fort Zeelandia, waarbij 15 burgers opgehaald, ondervraagd en vermoord werden. Nadat de Nederlandse justitie via Interpol een internationaal opsporingsbevel uitvaardigt tegen Desi Bouterse richt hij na de moorden het comité "Handen af van Suriname" op. Tegen zijn vervolging tekende hij bezwaar aan bij het Openbaar Ministerie.
Eind jaren negentig, ten tijde van president Jules Wijdenbosch, was hij hoofd van de Nationale Voorlichtingsdienst (NVD). Momenteel is hij mede-eigenaar van het Surinaamse radiostation/politieke beweging Kankantrie. Het volgt de verandering in Suriname, politiek en actualiteit.